# Hamdi al-Badżahdżi
Hamdi al-Badżahdżi, także al-Paczaczi (ur. 1886, zm. 28 marca 1948) – iracki polityk, premier Iraku w latach 1944–1946.

## Życiorys
Pochodził z zamożnej rodziny z Bagdadu. Ukończył studia prawnicze w Stambule w 1909, a następnie od 1913 do 1916 był w niej wykładowcą. W tym okresie związał się ze Sprzysiężeniem i zaczął działać w arabskim ruchu niepodległościowym. Brał udział w powstaniu arabskim w 1920, za co został zesłany na wyspę Handża w Zatoce Perskiej.
W pierwszych latach istnienia państwa irackiego był bliskim współpracownikiem Abd al-Muhsina as-Saduna i w 1925 wszedł do jego rządu jako minister wakfów. Na stanowisku pozostał przez rok. Następnie wycofał się z polityki i utrzymywał się z własnego majątku ziemskiego. W 1935 został wybrany do irackiego parlamentu, lecz nie odgrywał w nim większej roli. W 1941 był ministrem spraw społecznych.
W czerwcu 1944, po rezygnacji Nuriego as-Sa’ida, został premierem Iraku. Uzyskał przychylność regenta kraju Abd al-Ilaha, który obawiał się dążeń jego poprzednika do władzy autorytarnej. Między al-Badżahdżim a poprzednim premierem nie było zbyt wielkich różnic poglądowych i w nowym gabinecie pozostało kilku polityków z poprzedniego składu. Mimo to (jak również mimo faktu, iż kompetencje premiera były ograniczone) objęcie przez niego stanowiska łączone było z wielkimi nadziejami na zmiany. Al-Badżahdżi zwolnił część osób aresztowanych po 1941 (w ramach zwalczania zwolenników Raszida Alego al-Kilaniego i Złotego Czworoboku) i złagodził cenzurę.
W 1945, zachęcany przez regenta, al-Badżahdżi wprowadził prawo Miri Sirf, które umożliwiało chłopom bezrolnym lub małorolnym, jak również emerytowanym urzędnikom państwowym pozyskiwanie państwowej ziemi. Krok ten z zadowoleniem przyjęli zasiadający w parlamencie szajchowie plemienni, którzy nie życzyli sobie bardziej radykalnej reformy rolnej. Część rozdawanej ziemi przejęli zresztą szybko wielcy posiadacze, zaś beneficjenci zmian jedynie dzierżawili od nich uzyskane początkowo na własność działki.
Poważnym problemem dla rządu al-Badżahdżiego stały się nowe niepokoje w irackim Kurdystanie. Premier nie dotrzymał obietnic złożonych Kurdom przez jego poprzednika, przez co przewodzący kurdyjskiej społeczności Mustafa Barzani wszczął przeciwko niemu powstanie zbrojne. Zakończyło się ono jednak całkowitą klęską, a Barzani musiał uciekać z kraju. Fakt ten podniósł prestiż premiera, jednak szybko doszło do konfliktu między nim a regentem. Abd al-Ilah był niezadowolony z niedostatecznych postępów w zakresie wdrażania w kraju gruntownych reform politycznych. W grudniu 1945 regent wygłosił mowę, w której opowiadał się za pluralizmem partyjnym, wzmocnieniem parlamentarnej demokracji oraz za działaniami na rzecz sprawiedliwości społecznej. Zachęciło to opozycję do wzmożenia ataków na rząd, słusznie bowiem zorientowano się, że regent nie będzie go bronił. Świadomy tego faktu al-Badżahdżi sam złożył urząd w 1946. Reformy, których domagał się Abd al-Ilah, wprowadzał jego następca Taufik as-Suwajdi.